# Матвеенко, Николай Владимирович
Николай Владимирович Матвеенко (20 ноября 1911, Чита — 8 мая 1991, Москва) Похоронен на Преображенском кладбище г. Москвы. Кандидат технических наук. Лауреат Сталинской премии. Депутат Верховного Совета СССР 5-го созыва от Ленинского избирательного округа Казахской ССР. Заслуженный металлург РСФСР.
Член ВКП(б) с 1941 г.
С 1930 г. техник-обогатитель, начальник участка, заведующий отделом.
С 1941 г. Начальник обогатительной фабрики Красноуральского медеплавильного завода.
С 1942 г. на Балхашском медеплавильном заводе: Начальник медной обогатительной фабрики, Начальник технического отдела, Заместитель Главного инженера. Руководил группой специалистов, которая разработала новую технологию, позволившую значительно увеличить извлечение молибдена и удешевить его производство.
С 1951 по 1958 годы — Директор Балхашского медеплавильного завода.
С 1958 по 1962 годы — Директор Балхашского Горно-Металлургического Комбината. В этот период была значительно перекрыта проектная мощность предприятия, организовано производство электролитной меди.
С 1963 по 1985 годы — Заместитель Начальника отдела металлургии Государственного комитета Совета Министров СССР по науке и технике.
Кандидат технических наук. Диссертация:
- Общее кинетическое уравнение флотации и его константы : диссертация … кандидата технических наук : 05.00.00. — Москва, 1959. — 95 с. : ил.

Сталинская премия 1951 года (в составе авторского коллектива) — за усовершенствование технологического процесса производства металла.
Награждён орденом Ленина (1961), орденом Трудового Красного Знамени (1953) и медалями, в том числе «За трудовую доблесть» (1942 и 1949), «За доблестный труд в ВОВ 1941—1945 гг» (1946).
Депутат Верховного Совета СССР от Ленинского избирательного округа № 104 Казахской ССР (1958—1962), член бюджетной комиссии Совета Национальностей.
Делегат XXII съезда КПСС (1961).
Автор более 40 печатных научных работ. Сочинения:
- Условия повышения крупности флотируемых минералов [Текст]. — Москва : [б. и.], 1970. — 41 с. : ил.; 21 см. — (Обогащение/ М-во цвет. металлургии СССР. Центр. науч.-исслед. ин-т информации и техн.-экон. исследований цвет. металлургии).
- Пенная сепарация полезных ископаемых [Текст] / Н. В. Матвеенко. — Москва : Недра, 1976. — 87 с. : ил.; 21 см.